# Titularbistum Skálholt
Skálholt (lateinisch Scalholtensis) ist ein Titularbistum der römisch-katholischen Kirche. 
Der Titularsitz geht auf das in der Reformationszeit in eine lutherische Diözese umgewandelte und 1801 aufgelöste Bistum Skálholt zurück. 1968 wurde es von Papst Paul VI. als Titularbistum wiedererrichtet
| Titularbischöfe von Skálholt |                                    |                                                      |                   |                |
| Nr.                          | Name                               | Amt                                                  | von               | bis            |
| 1                            | John Baptist Hubert Theunissen SMM | emeritierter Erzbischof von Blantyre (Malawi)        | 19. Dezember 1968 | 9. April 1979  |
| 2                            | Alphonsus Castermans               | Weihbischof in Roermond (Niederlande)                | 15. Januar 1982   | 21. April 2008 |
| 3                            | Paul Mason                         | Weihbischof in Southwark (England)                   | 23. April 2016    | 9. Juli 2018   |
| 4                            | Antoine Camilleri                  | Apostolischer Nuntius Titularerzbischof pro hac vice | 3. September 2019 |                |